# Pachyschelus pulverulentus
Pachyschelus pulverulentus es una especie de escarabajo joya del género Pachyschelus, familia Buprestidae. Fue descrita científicamente por Kerremans en 1896.